# Chiesa di Santa Giuliana e Beata Vergine del Carmelo
La chiesa di Santa Giuliana e Beata Vergine del Carmelo è la parrocchiale di Zelo Surrigone, frazione del comune sparso di Vermezzo con Zelo, in città metropolitana e arcidiocesi di Milano; fa parte del decanato di Abbiategrasso.

## Storia
Le prime attestazioni dell'esistenza di una chiesa a Zelo si ritrovano in alcuni documenti dell'XI secolo; nella Notitia cleri del 1398 si legge che dipendeva dalla pieve di Rosate, come confermato da un atto notarile dell'8 giugno 1374, in cui è menzionata l'ecclesia curata et parochiale de Zello Surigono plebatus de Rosate.
Tra i secoli XVII e XVIII l'edificio fu interessato da alcuni interventi di rimaneggiamento e restauro.
Dalla relazione della visita pastorale del 1750 dell'arcivescovo Giuseppe Pozzobonelli si legge che la parrocchiale, in cui aveva sede la confraternita del Santissimo Sacramento, aveva come filiale l'oratorio di Sant’Ambrogio e che i fedeli ammontavano a 400.
La nuova chiesa fu costruita nel 1897, venendo aperta al culto il 7 dicembre di quell'anno, mentre la consacrazione sarebbe stata impartita il 22 maggio 1899; nel 1898 l'arcivescovo Andrea Carlo Ferrari, compiendo la sua visita, trovò che la parrocchiale, la quale aveva alle sue dipendenze l'oratorio dei Santi Ambrogio, Galdino e Carlo, era sede della confraternita del Santissimo Sacramento.
Negli anni sessanta venne condotto l'adeguamento liturgico secondo le norme postconciliari, in occasione del quale si provvide ad aggiungere l'altare rivolto verso i fedeli.
Nel 1972, con la riorganizzazione territoriale dell'arcidiocesi voluta dal cardinale Giovanni Colombo, la parrocchia passò dal vicariato di Rosate, contestualmente soppresso, al decanato di Abbiategrasso.

## Descrizione

### Facciata
La facciata a salienti della chiesa, rivolta a occidente, si compone verticalmente di tre parti, ognuna delle quali è scandita da lesene; il corpo centrale presenta il portale maggiore lunettato, il rosone e due nicchie, mentre le ali laterali sono caratterizzate dagli ingressi minori e da due oculi.
Annesso alla parrocchiale è il campanile a pianta quadrata, la cui cella presenta su ogni lato una monofora.

### Interno
L'interno dell'edificio è suddiviso in tre navate da pilastri sorreggenti degli archi a tutto sesto, sopra i quali corre la cornice modanata e aggettante su cui si impostano le volte lunettate; al termine dell'aula si sviluppa il presbiterio, rialzato di due gradini, delimitato da balaustre, ospitante l'altare maggiore e chiuso dall'abside di forma semicircolare.